# Sneeuwketting

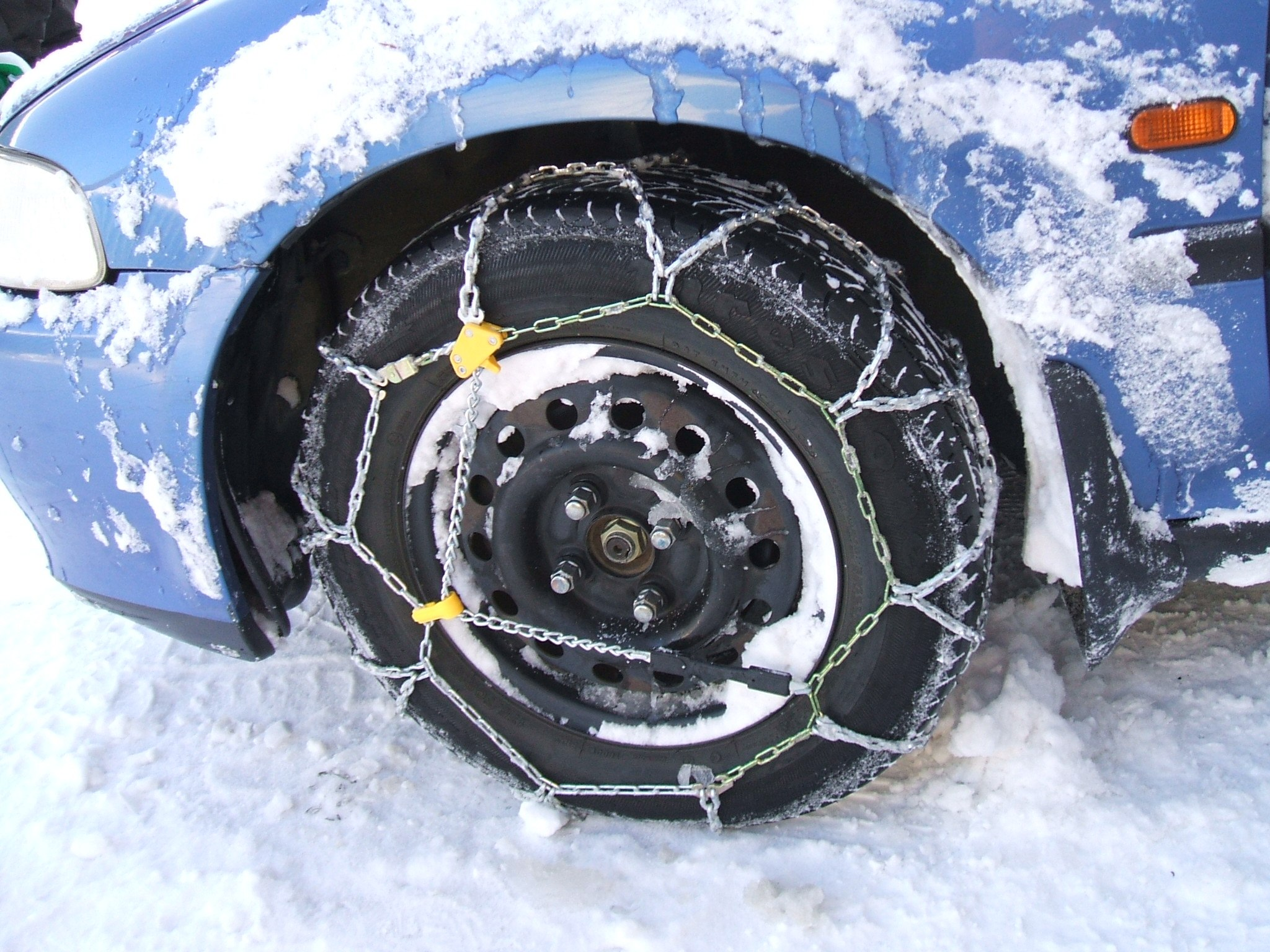
Sneeuwketting om de voorband bij een voorwielaangedreven Honda

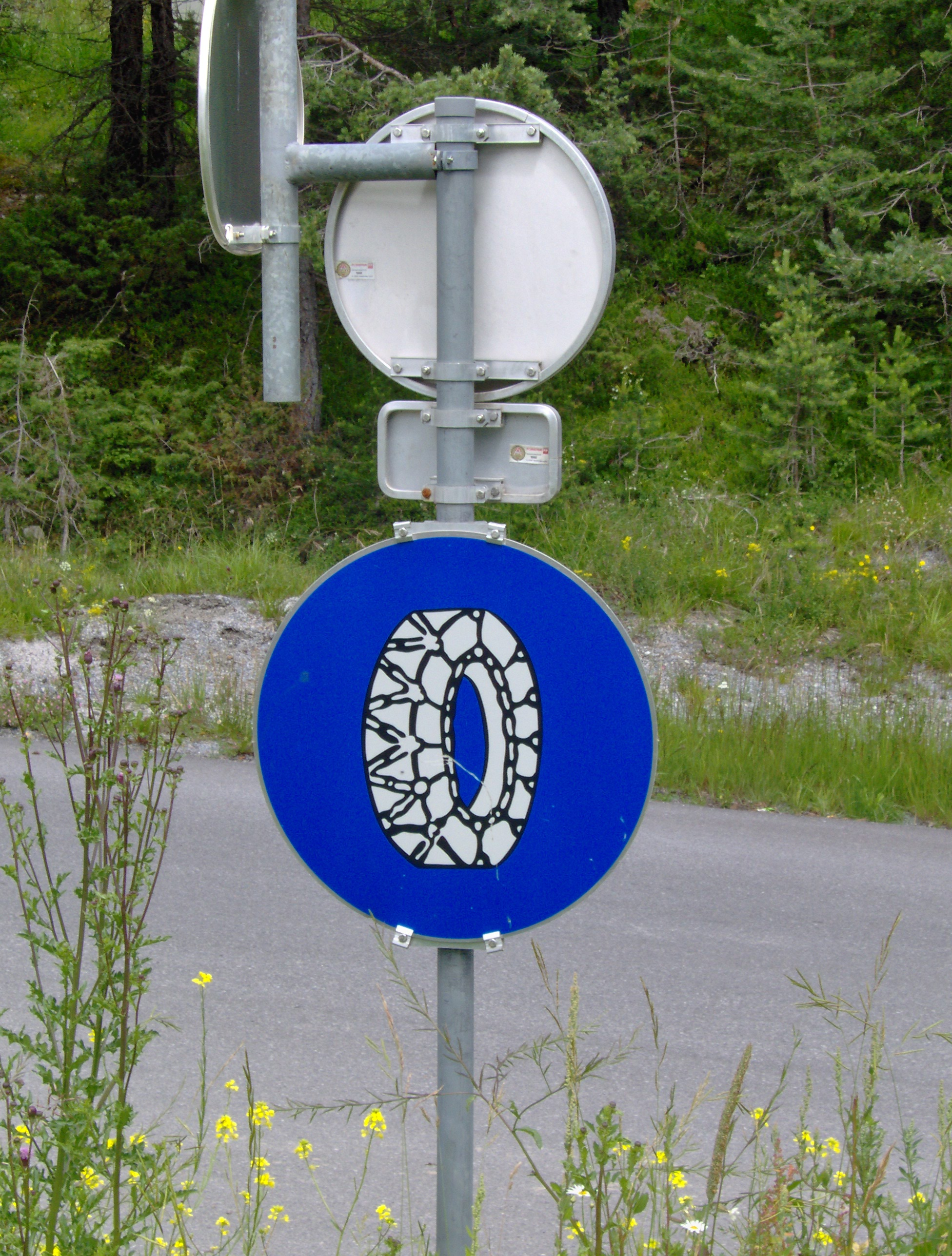
Verkeersbord dat het aanbrengen van sneeuwkettingen verplicht is, Hoch-Imst

Een sneeuwketting is een hulpmiddel dat wordt aangebracht om de banden van auto's en andere motorvoertuigen om betere grip en een kortere remweg te verkrijgen op besneeuwde en ijzige ondergronden. Sneeuwkettingen worden normaliter aangebracht op de wielen die zorgen voor de aandrijving van het voertuig. Bij de vierwielaandrijving van sommige voertuigen volstaat volgens de gebruikershandleiding het aanbrengen van sneeuwkettingen om twee van de vier wielen. In het instructieboekje van het voertuig wordt meestal aangegeven op welke wielen de sneeuwkettingen dienen te worden aangebracht. Met de komst van steeds grotere wielen en velgmaten is het niet altijd mogelijk om traditionele sneeuwkettingen te kunnen monteren. Afhankelijk van het type voertuig en gewicht, is er een bepaalde schakeldikte nodig om te voorkomen dat de sneeuwketting kapot gaat. Deze schakeldikte kan ervoor zorgen dat er aan de achterkant van het wiel te weinig ruimte beschikbaar is om traditionele sneeuwkettingen te monteren. Het is bewezen dat sneeuwkettingen die te veel ruimte innemen aan de achterkant van het wiel schade kunnen veroorzaken aan de remsystemen, carrosserie en/of de wielophanging van het voertuig. 

## Regelgeving
In landen waar regelmatig veel sneeuw of ijs op de wegen ligt, wordt middels verkeersborden aangegeven dat het aanbrengen van sneeuwkettingen bij verder doorrijden verplicht is. Dergelijke borden laten een band met omgelegde sneeuwketting zien op een ronde, blauwe achtergrond. Bovendien is het in de meeste wintersportlanden, waaronder Duitsland, verplicht om sneeuwkettingen in de auto te hebben in specifieke perioden, variërend van bijvoorbeeld 1 oktober tot en met 30 april (Zwitserland) tot 15 oktober tot en met 15 april (Italië).  
In Nederland is het gebruik van sneeuwkettingen op de weg verboden; banden mogen geen uitstekende metalen onderdelen bevatten.
In Frankrijk mag men met sneeuwkettingen om de banden niet harder rijden dan 50 km/h. 

## Loopvlaksneeuwkettingen
Sinds enige jaren zijn er een nieuw type sneeuwkettingen ontwikkeld. Deze zogenoemde loopvlaksneeuwkettingen, ook wel eens externe sneeuwkettingen of enkelzijdige sneeuwkettingen genoemd, hebben als belangrijkste kenmerk dat ze geen ruimte in nemen aan de achterzijde van het wiel. Waar traditionele sneeuwkettingen vaak om het wiel heen moeten worden gemonteerd middels een ringsluiting, spant de loopvlaksneeuwketting zich op het loopvlak door middel van een innovatief adaptersysteem dat op de wielbouten van het wiel wordt vastgezet. Hierdoor kan dit type sneeuwketting wél worden gemonteerd wanneer er te weinig ruimte beschikbaar is aan de achterzijde van het wiel of wanneer er in de handleiding van het voertuig wordt aangegeven dat er géén sneeuwkettingen mogen worden gemonteerd. 

## Fabrikanten van sneeuwkettingen
Er zijn diverse Europese sneeuwkettingfabrikanten. Een van de bekendste is Pewag. Dit bedrijf uit Pewag het Oostenrijkse Brückl, produceerde al in 1912 de eerste sneeuwketting. Sneeuwkettingen worden dus al meer dan 100 jaar gebruikt. Naast de eerder genoemde fabrikant zijn König (voorheen Thule), Weissenfels en RÜD bekend om de productie van sneeuwkettingen. 

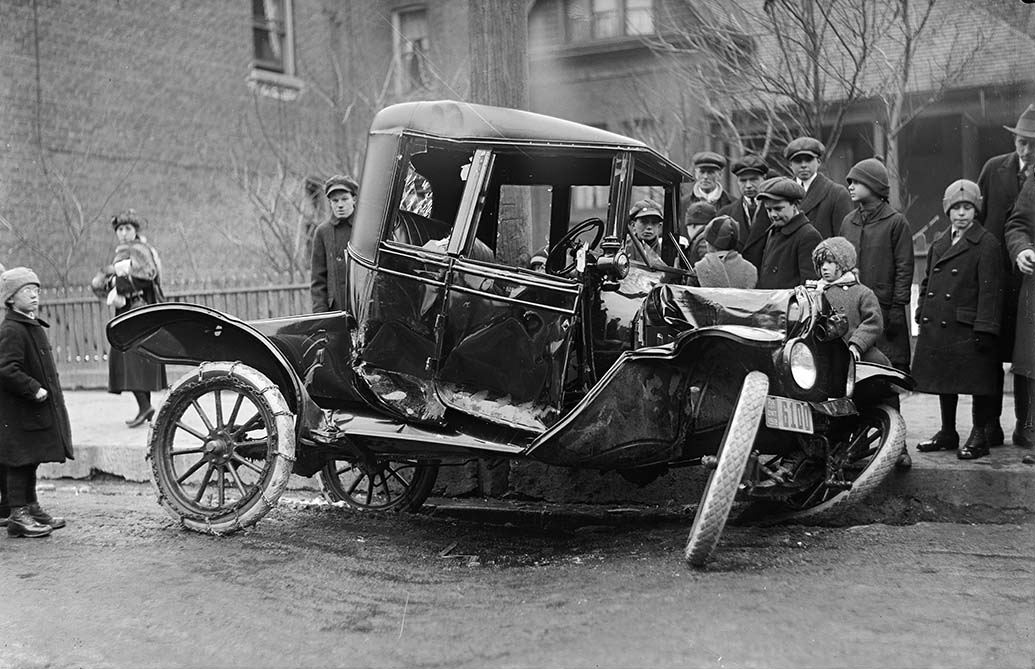
Sneeuwkettingen waren al in het begin van de twintigste eeuw bekend, blijkens deze foto uit Toronto, 1918.